# Karate
Karate (jap. 空手), japanska borilačka vještina koja koristi sve dijelove tijela u svrhu samoobrane. Postojbina karatea je otok Okinawa koji se nalazi južno od Japana u otočju Ryu Kyu.

## Povijest karatea
Smatra se da počeci borilačkih vještina počinju s indijskim kraljevićem Bodhidharmom koji je šireći budizam došao iz Indije u Kinu, točnije u hram koji se zvao Shaolin i tamo meditirao. Vidjevši kako su budistički svećenici lošeg zdravlja smislio je određene vježbe za očuvanje zdravlja i taj sustav nazvao 18 načina lo-hama. Među tim vježbama su bile vježbe meditacije koje je nazvao devetogodišnje gledanje zida i vježbe samoobrane. Nakon što je hram Shaolin uništen svećenici koji su preživjeli su se raširili po Kini i tamo podučavali borilačke vještine. Tako su nastale razne škole. U to vrijeme na 
Okinawi kojom je vladao shogun Hanoshi iz dinastije Sho bilo je zabranjeno svako posjedovanje oružja osim osoba u neposrednoj vladarevoj službi. Pošto je Shangai dva puta bliži od Nare i Kyota, tadašnjih prijestolnica Japana, ljudi s Okinawe su odlazili u Kinu i tamo trenirali borilačke vještine. Povratkom na Okinawu prenosili su svoje znanje na druge i tako je nastala vještina borbe koja se zvala Te, što na japanskom jeziku znači ruka. Vremenom se formiraju Te iz Nahe (Naha-te), Te iz Shurija (Shuri-te) i manje popularan Te iz Tomare (Tomari-te).
Naha-te je defanzivnog je karaktera, kružnih kretnji s tehnikama hvatova i bacanja i podsjeća na kineske škole borilačkih vještina. Shuri-te je ofenzivnog karaktera, pravocrtnih je pokreta i direktnih tehnika, uključivao je borenje s nunchakom (mlat za žito), tonfa (ručica za okretanje mlinskog kamena) i kama (vrsta srpa). Tomari-te uzima elemente oba prijašnja stila borenja.
Karate biva otkriven kada je jedan nepoznati vojni liječnik primijetio da su vojnici s Okinawe izuzetno fizički spremni. Kada se o tome raspitao, saznao je da oni treniraju borilačku vještinu zvanu Te. To se pročulo i do japanskog cara i on je pozvao okinavljanske majstore da je javno prikažu. Za demonstraciju je određen okinavljanin Gichin Funakoshi. On je cijeli svoj život posvetio popularizaciji karate vještine i prozvan je ocem modernog karatea. Godine 1930. on je promijenio naziv vještine iz Te u Karate što na japanskom znači prazna ruka ili borba bez oružja. Nakon toga karate se proširio po čitavom svijetu.

## Moderni karate
Moderni karate se obično dijeli na tri dijela:
- Kihon
- Kate
- Kumite

Kod osnovne tehnike uče se pojedinačni udarci, blokovi, stavovi itd.
Kate su poseban skup točno određenih pokreta (udaraca, stavova i blokova) koji se izvode, a pokazuju borbu sa zamišljenim protivnikom (jednim ili više).
Borba može biti slobodna ili dogovorena (dogovori se koji će se izvesti udarac, i kojim blokom se blokira taj udarac). U vježbanju se mogu primjenjivati određena oprema kao naprimjer makiwara, vreća za udaranje, fokuseri, utezi itd. iako karate doslovno označava praznu ruku neki stilovi uče i borbu oružjem kao što su kama, nunčake, bo, itd.

### Kokoro
Kokoro je pojam koji se provlači kroz mnoge borilačke vještine, ali nema jednostavno značenje. U kontekstu, ono znači nešto kao srce, osobnost ili  pristup. Osobnost je središnji smisao karatea, i zajedno s do  prirodom modernog karatea, veliki naglasak daje poboljšanju osobe. Uobičajeno je spomenuti da vještina karatea služi za samoobranu, a ne nanošenju povreda protivniku u primjeni vještine.
Poštovanje je drugi važan dio karatea; ono govori o proćišćenju sebe i osnaživanju osobnosti. Duh osu-a je potjerati sebe do krajnjih granica sposobnosti, izdržati pod pritiskom. Ovo je objašnjenje zašto se kaže da Karate uvijek počinje i završava sa rei-em.

## Karate škole
- Shotokan
- Uechi ryu
- Shito ryu
- Wado ryu
- Goju ryu
- Kyokushin
- Fudokan

## Karate u Europi
Početkom šezdesetih godina 20. stoljeća karate se vježbao u Europi u okviru džudaških klubova. Prve karateke podučavali su japanski instruktori koji su u Europi boravili pod pokroviteljstvom Japanske karataške federacije.
U Francuskoj je 1961. godine osnovan prvi europski nacionalni savez (French Karate) koji je bio član francuske džudaške federacije (Judo Federation) a prvi predsjednik bio je Jacques Delcourt. Prvo međunarodno natjecanje održano je 1963. godine u Belgiji (Belgija, Francuska, UK). U Francuskoj je  15. prosinca 1963. održan prvi europski karataški kongres s nazočnošću predstavnika sedmerih nacionalnih saveza: Italije, Belgije, Švicarske, Njemačke, UK-a, Francuske i Španjolske. Na kongresu je odlučeno kontaktiranje nacionalnih europskih džudaških saveza u okviru kojih se je vježbao karate. Zauzet je stav da je sjedinjavanje karataških tehnika nemoguće te da se pitanje ujednačenja sudačkih pravila koja su bila različita u nacionalnim savezima riješi na idućemu kongresu.
Drugi europski karate-kongres održan je u Parizu 24. svibnja 1964. godine gdje su delegati za predsjednika izabrali Jacquesa Delcourta i ravnateljstvo u sastavu: potpredsjednici Brief (Njemačka), Cherix (Švicarska), Fannoy (Belgija), tajnik Sebban (Francuska) i pomoćnik tajnika Goetz (Belgija). U sklopu kongresa održan je sudački tečaj pod vodstvom japanskih instruktora.
Treći europski karate-kongres održan je u Parizu 21. studenog 1965. godine i nja njemu je broj članova povećan na deset uključenjem predstavnika iz Jugoslavije, Austrije i Portugala. Tehnički savjetni, Francuz Henry Plee izabrao je četiri japanska instruktora za savjetnike (Kono, Yamashima, Toyama i Suzuki). Prihvaćen je statut te je ustrojena Europska karataška unija (EKU) te je na novim izborima za predsjednika izabran Jacques Delcourt i ravnateljstvo u sastavu: 1. potpredsjednik Fannoy (Belgija), 2. potpredsjednik Cherix (Švicarska), tajnik s funkcijom blagajnika Sebban (Francuska) i pomoćnik tajnika Goetz (Belgija).
Na kongresu je donesen financijski plan i sudačka pravila te je dogovoreno prvo europsko prvenstvo 7. svibnja 1966. u Parizu (momčadsko natjecanje s 5 natjecatelja + jedna rezerva i pojedinačno bez težinskih kategorija i s maksimalnim brojem od 4 natjecatelja po nacionalnom savezu).
Prvi europski prvak 1966. bila je momčad Francuske koja je u finalu pobijedila Švicarsku. U finalu pojedinačnoga natjecanja Baroux je pobijedio Sauvina (oba iz Francuske). Prvenstvo je obilovalo teškim povredama. Na kongresu je izabrana Sudačka komisija, a za savjetnike su izabrani Suzuki i Mochizuki.
U Rimu je 1967. godine održan prvi međunarodni sudački seminar koji je trajao tjedan dana i na kojemu su usklađena sudačka pravila temeljena na pravlima JKA-a. Na seminaru su iz Hrvatske sudjelovali Berislav Jandrić i Žarko Modrić. Drugo europsko prvenstvo održano je 5. svibnja 1967. godine u Londonu, a na kongresu je odlučeno da se drugi međunarodni sudački seminar održi u Splitu 1968. godine.  Na međunarodnom sudačkom seminaru održanomu u Splitu u sklopu "Kupa Jadrana" za međunarodne sudce položili su  Berislav Jandrić, Emin Topići Žarko Modrić.
U Parizu je 1968. godine održano treće europsko prvenstvo i Šesti kongres EKU-a.  U Londonu je 1969. godine održano četvrto europsko prvenstvo i sedmi kongres EKU-a.
Peto europsko prvenstvo održano je u Hamburgu 1970. godine i Osmi kongres EKU-a na kojemu je prihvaćen repasažni sustav natjecanja i usvojene su težinske kategorije. Iste godine prihvaćen je statut, te je osnovana Svjetska karataška unija (WKU), a prvo svjetsko prvenstvo održano je u Tokiju 10. listopada 1970. godine.

## Poveznice
- Karate u Hrvatskoj

## Vanjske poveznice
- Hrvatski karate savez
- Hrvatski kyokushin karate savez